# Johanna Sebauer

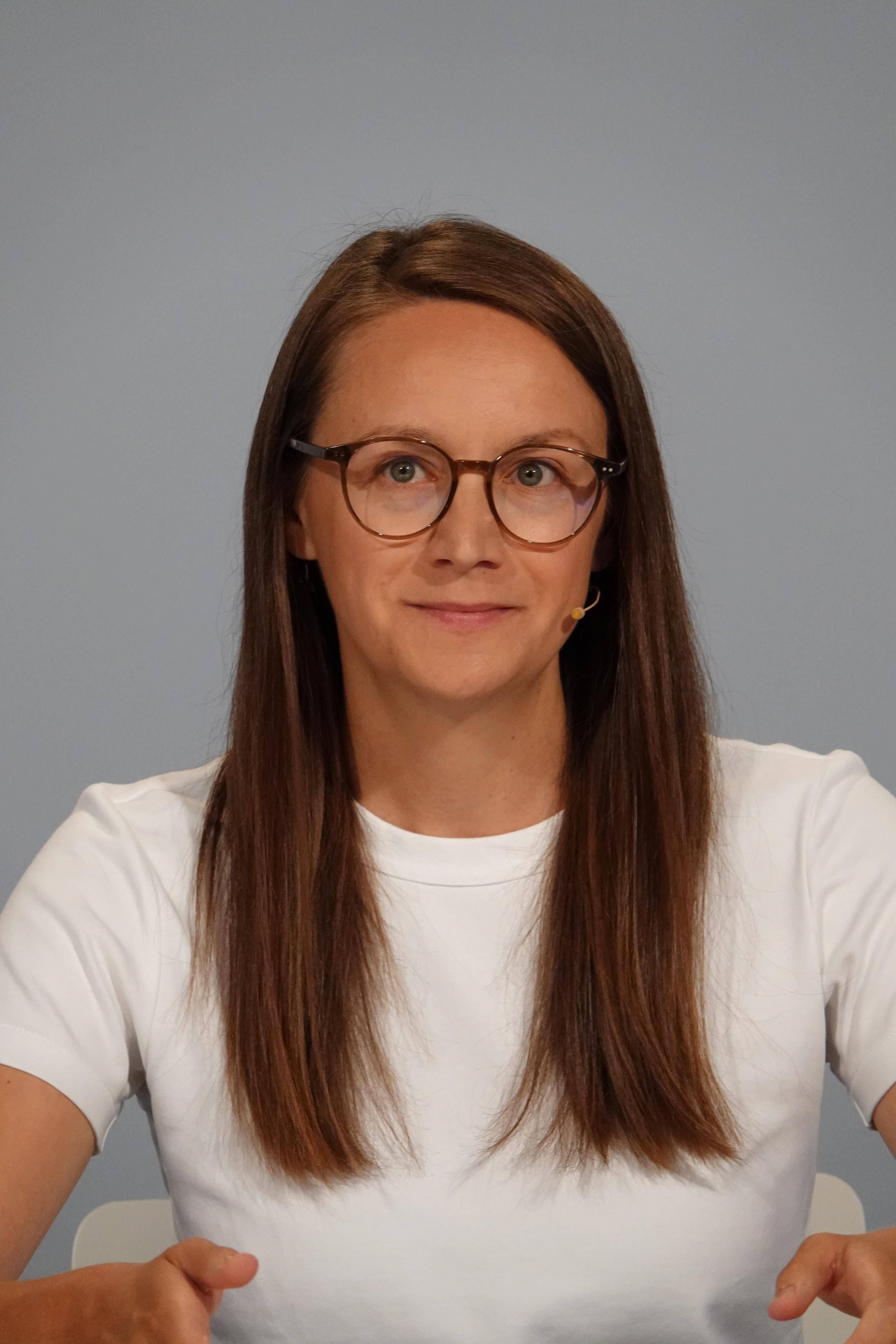
Johanna Sebauer (2024)

Johanna Sebauer (* 1988 in Wien) ist eine österreichische Schriftstellerin.

## Leben
Johanna Sebauer wurde als Tochter der Verlegerin Vera Sebauer (1954–2015) und des Journalisten Wolfgang Weisgram geboren. Sie wuchs im Burgenland auf, studierte Politikwissenschaft an der Universität Wien und anschließend Journalismus in Aarhus in Dänemark, in Santiago de Chile und in Hamburg, wohin sie 2013 übersiedelte.
Für die Kurzgeschichte Edina zum Thema 25 Jahre Fall des Eisernen Vorhangs wurde sie 2014 mit dem burgenländischen Jugendliteraturpreis ausgezeichnet. 2023 veröffentlichte sie den Roman Nincshof im DuMont Buchverlag über das titelgebende fiktive Dorf im Burgenland nahe der ungarischen Grenze. Der Name des Ortes leitet sich vom ungarischen nincs für nichts oder keins ab. Für ihr Romandebüt wurde ihr der mit 10.000 Euro dotierte Debütpreis des Harbour Front Literaturfestivals 2023 zuerkannt, für eine erste Fassung des Romans war sie 2019 mit dem burgenländischen Literaturpreis ausgezeichnet worden.
Sebauer ist in der Wissenschaftskommunikation tätig, Mitglied des Hamburger writers‘ room und Teil der Lesebühne Zinnober in der Zinnschmelze Barmbek.
Auf Einladung von Klaus Kastberger las sie beim Wettbewerb um den Ingeborg-Bachmann-Preis 2024 ihren Text Das Gurkerl, für den sie mit dem 3sat-Preis, dem BKS-Bank-Publikumspreis und dem Stadtschreiber-Stipendium der Stadt Klagenfurt ausgezeichnet wurde.

## Werke (Auswahl)
- Edina, Kurzgeschichte zum Thema 25 Jahre Fall des Eisernen Vorhangs, 2014.[6]
- August und Wie Erna Rohdiebl aus Pamhagen ihr Herz an die Nordsee verlor, Kurzgeschichten. In: Christoph Andexlinger: Junge Literatur Burgenland: Band 1, edition lex liszt 12, Oberwart 2018, ISBN 978-3-99016-139-5.
- Ein Versuch übers Sowohl-als-auch, in Vom Kommen und Gehen: Burgenland: Betrachtungen von Zu- und Weggereisten, herausgegeben von Peter Menasse und Wolfgang Wagner, Böhlau-Verlag, Wien/Köln 2021, ISBN 978-3-205-21275-1.
- Nincshof, Roman, DuMont-Buchverlag, Köln 2023, ISBN 978-3-8321-6820-9.

## Auszeichnungen und Stipendien (Auswahl)

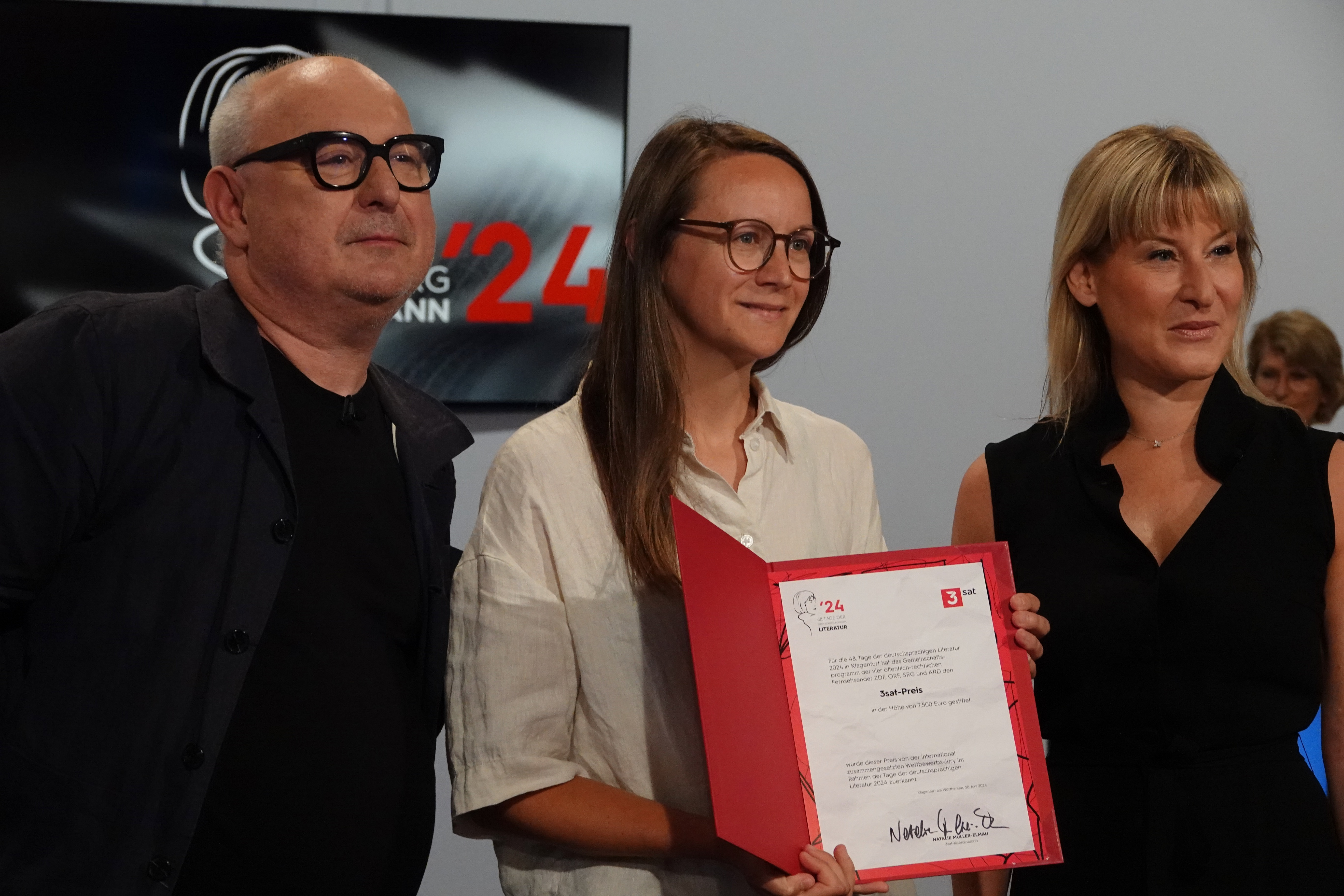
Johanna Sebauer neben Laudator Klaus Kastberger bei der Verleihung des 3sat-Preises 2024

- 2014: Burgenländischer Jugendliteraturpreis für Edina[2]
- 2016: Shortlist des ORF-Hörspielwettbewerbes Textfunken
- 2019: Aufenthaltsstipendium des Landes Burgenland, Paliano, Italien
- 2019: Burgenländischer Literaturpreis
- 2020: Stipendium des Hamburger writers‘ room
- 2020: Startstipendium für Literatur des Bundesministeriums für Kunst, Kultur, öffentlichen Dienst und Sport (BMKÖS)
- 2020: Residenzstipendium der Hamburger Kulturbehörde und der Roger Willemsen Stiftung für einen Aufenthalt im mare-Künstlerhaus in Wentorf bei Hamburg
- 2021: Hamburger Zukunftsstipendien für Bildende Kunst und Literatur der Behörde für Kultur und Medien in Kooperation mit der Hamburgischen Kulturstiftung
- 2022: Arbeitsstipendium des Landes Burgenland
- 2023: Debütpreis des Harbour Front Literaturfestivals für Nincshof[9][10]
- 2023: Hamburger Literaturpreise – Shortlist Buch des Jahres mit Nincshof[14]
- 2023: BVZ-Martinipreis in der Kategorie Kultur[15][16]
- 2024: 3sat-Preis, BKS-Bank-Publikumspreis und Stadtschreiber-Stipendium der Stadt Klagenfurt im Rahmen des Ingeborg-Bachmann-Preises 2024 für ihren Text Das Gurkerl[12][13]